# Georges Batault
Georges Batault (Ginevra, 28 giugno 1887 – 3 febbraio 1963) è stato uno scrittore, storico e filosofo svizzero di lingua francese.
Romanziere e poeta allo stesso tempo, Batault s'interessò anche alla filosofia della storia. È conosciuto tanto per le sue opere nazionaliste e antisemite, quanto per le sue opere di critica letteraria riguardanti in particolare la "demagogia" di Victor Hugo. Ha pubblicato la gran parte della sua opera a Parigi.